# Иона Протасевич
Митрополи́т Ио́на (в миру Ива́н Протасе́вич-Остро́вский; ум. нач. 1577) — митрополит Киевский, Галицкий и всея Руси (1569—1576).

## Биография
Родился в шляхетской семье Пинского повета. До принятия сана был женат, занимал должность пинского земского судьи
Был епископом Пинским и Туровским. В первой половине 1568 года возведён на Киевскую кафедру. После вступления в Митрополичий престол он показал себя ревностным и заботливым Первосвятителем. Когда в июне 1568 в городе Гродно собрался сейм, Митрополит Иона подал королю Сигизмунду II, принимавшему участие в работе сейма, письменное ходатайство о правах и потребностях Православной Церкви. Король обещал разослать грамоты с распоряжением соблюдать неприкосновенность духовных судов и церковных дел, позже даже выполнил это, а на другие просьбы пообещал ответить позже.
Митрополит Иона добился удовлетворения своих ходатайств перед королём и панами, что послужило на пользу Церкви. Вынужден был противодействовать иезуитам. Митрополит предпринял и ряд конкретных шагов для оздоровления церкви.
В 1576 году Иона, будучи весьма преклонного возраста, передал управление митрополией Илие Куче, написав грамоту о том, что сохраняет при этом за собою старшинство в делах духовных. На её основании король Стефан Баторий 23 сентября того же года утвердил Илию в правах управления Киевской и Галицкой митрополией. Митрополит Иона сам возвёл Илию в епископское достоинство.
В начале 1577 года митрополит Иона скончался.